# Gyepes-patak
A Gyepes-patak a Mátrától északkeletre ered, Járdánházától délnyugati irányban több kisebb vízfolyás összefolyásából. A patak forrásától kezdve előbb északkelet felé halad, majd Járdánháza belterületén a Hódos-patakba torkollik. 

## Lefolyása
A Járdánháza környéki felszíni vízfolyások egyesüléséből létrejött Gyepes-patak északi-északkeleti irányú lefolyást biztosít a környék számára. Útja során előbb keresztülfolyik Járdánháza belterületén, majd a község belterületén beletorkollik a Hódos-patakba. A patak mentén több, mint 1 800 fő él.

## Part menti települések
- Járdánháza